# Cathédrale d'Elgin
La cathédrale d'Elgin, parfois appelée  « Lanterne du Nord » est une ancienne cathédrale en ruines du XIIIe siècle située à Elgin dans le Moray, au nord-est de l'Écosse.

## Histoire

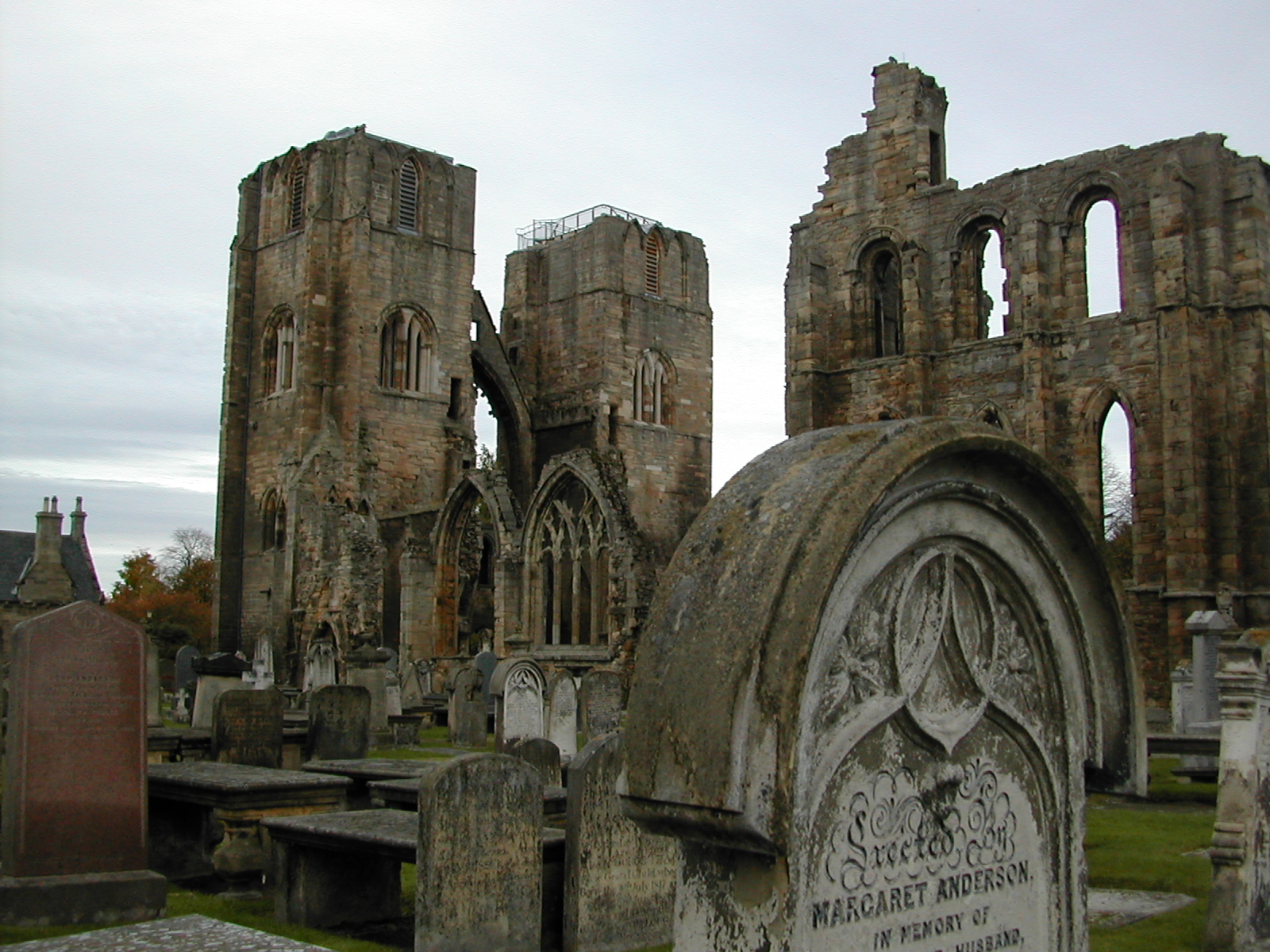
La cathédrale d'Elgin.

La cathédrale date probablement du XIIIe siècle, mais le diocèse de Moray (dont Elgin était le siège) a été fondé en 1107. Les portions du bâtiment les plus anciennes, le chœur et les transepts, sont datés de 1224. Le chœur possède une grande façade avec des fenêtres lancettes, similaires à celles des cathédrales anglaises, mais il est considéré dater de 1270, quand la cathédrale fut reconstruite après un incendie. Ce désastre s'est répété en 1390, et la salle capitulaire, sur le côté nord, a été reconstruite après.
En 1560, avec la Réforme protestante, le diocèse de Moray fut dissous, et sa cathédrale perdit sa raison d'être. En 1567 le plomb du toit fut enlevé, et la ruine s'en est graduellement suivie. La pierre de la cathédrale fut utilisée pour bâtir les maisons locales jusqu'au XIXe siècle, lorsque les ruines furent protégées.

## Cimetière
Un cimetière entoure la cathédrale.

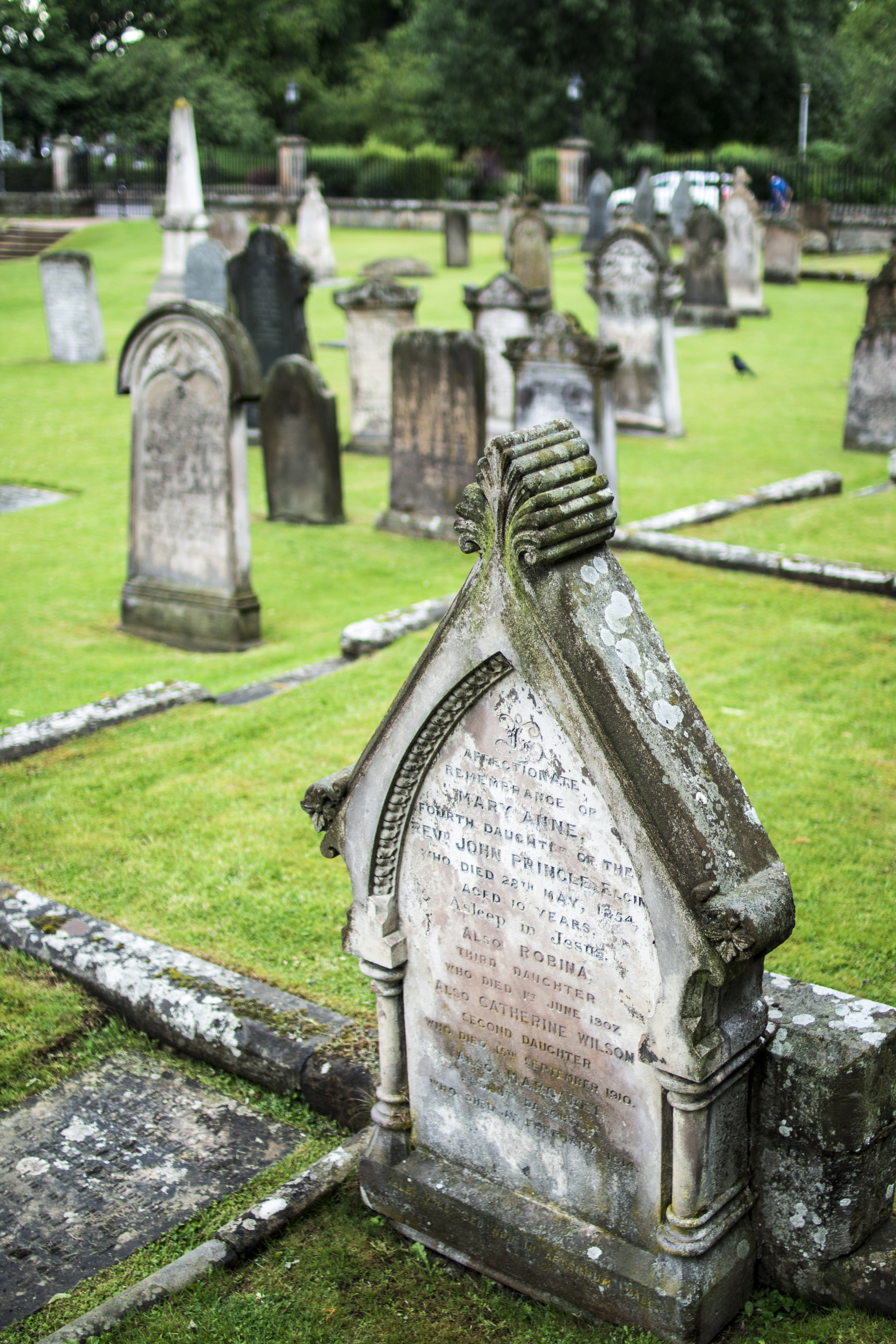
Tombes dans l'herbe devant la cathédrale.

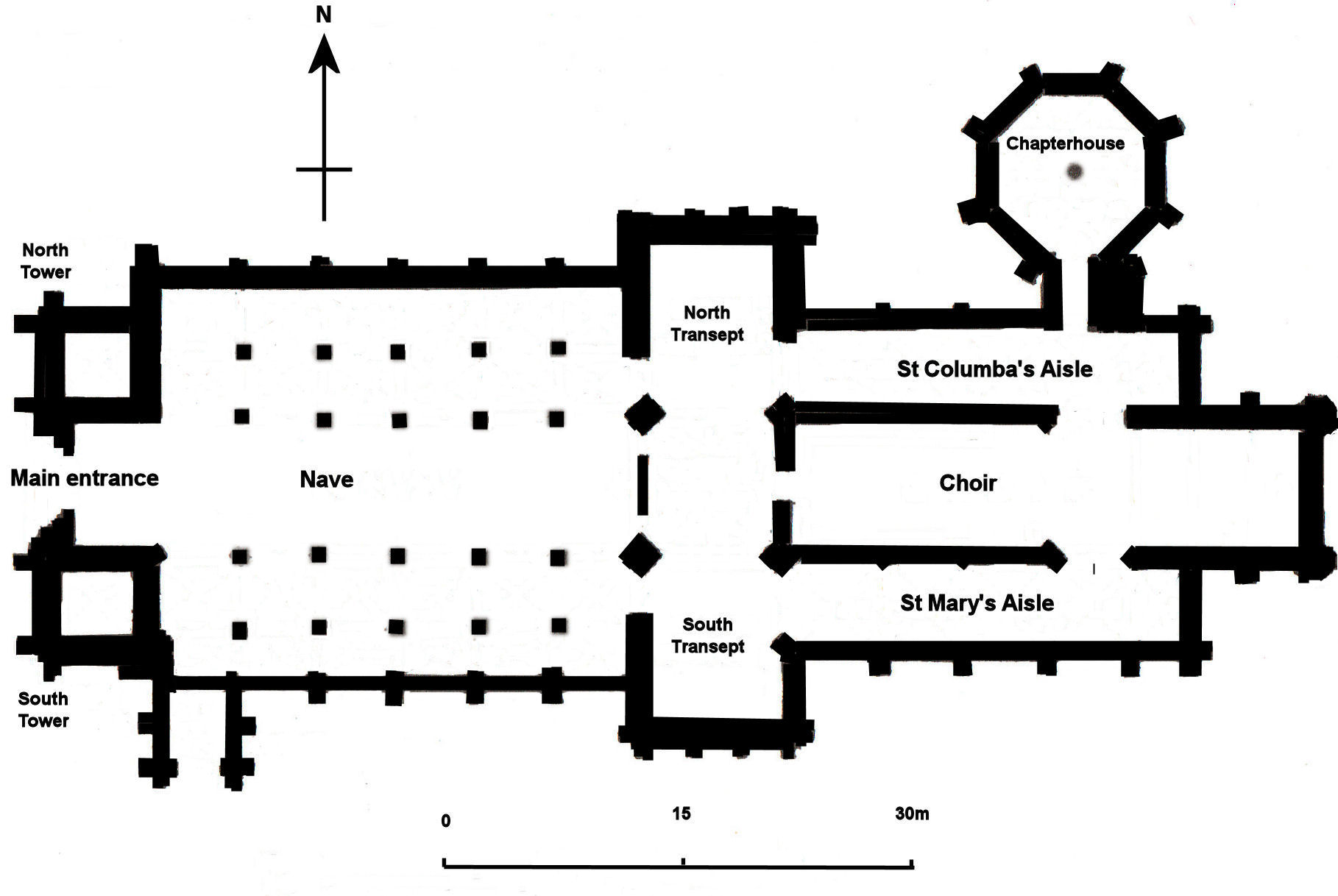
Plan au sol